# 21 Guns
«21 Guns» —en español: «21 pistolas»— es una canción compuesta e interpretada por la banda estadounidense Green Day, suponiendo el segundo sencillo de su octavo álbum de estudio 21st Century Breakdown. La canción fue lanzada por Reprise Records el 25 de mayo de 2009 como sencillo digital, posteriormente (el 14 de julio) se lanzó como CD. Se lanzó con el propósito de recordar a los 21 soldados estadounidenses muertos aquel año. «21 Guns» obtuvo un gran éxito en el Billboard Hot 100, debutando en la posición n.º 55; en su decimotercera semana logró su mejor posición (puesto n.º 22). En noviembre de 2010 la canción había vendido 2 152 000 copias.
Fue nominada a los premios Grammy de 2010 en las categorías Mejor Canción Rock y Mejor Interpretación Rock de Dúo o Grupo. En las dos categorías el galardón lo obtuvo «Use Somebody» de Kings of Leon.

## Lanzamiento
«21 Guns» fue lanzada el 25 de mayo de 2009 en las estaciones de radio de rock moderno; la canción ya se había escuchado antes en algunas radios de Estados Unidos como KROQ (Los Ángeles) y 101.9 (Nueva York). La edición de radio era más corta, con una duración de cuatro minutos y treinta y sisiete segundos. El sencillo en CD y el vinilo 7" fueron lanzados el 14 de julio de 2009.
La canción formó parte de la banda sonora de la película Transformers: la venganza de los caídos, que fue estrenada el 19 de junio de 2009. También apareció en el videojuego Green Day: Rock Band.

## Vídeo musical
El vídeo musical fue dirigido por Marc Webb y filmado en Los Ángeles, California, el 6 de junio de 2009. Se estrenó en la página de MySpace de la banda el 22 de junio Se convirtió así el tercer vídeo de Green Day en el que aparece el guitarrista Jason White, que ya había hecho su aparición en los vídeos de «Wake Me Up When September Ends» y «Working Class Hero».
Después de permanecer la semana anterior en el puesto n.º 3, el vídeo llegó al número uno en el Top 20 Countdown VH1 el 22 de agosto de 2009. El vídeo fue nominado para los MTV Video Music Awards de 2009 en las categorías "Mejor Video de Rock", "Mejor Cinematografía" y "Mejor Dirección", obteniendo el galardón en las tres categorías. En el vídeo ganador, la banda y los protagonistas de la canción, «Christian» y «Gloria», se refugian en una habitación de un hotel con paredes blancas después de asaltar un banco. La policía llega hasta la casa abriendo fuego sobre las ventanas. Luego, la policía llama al teléfono de la habitación para tratar de negociar su rendición, ellos se niegan arrojando el teléfono a una pecera. La policía reinicia el fuego, y ellos al saber que no hay escape (ya sea si los arrestan o los matan), se dan un último beso en la habitación del hotel.
Esta canción cuestiona a los jóvenes americanos que fueron a la Guerra de Irak y volvieron arruinados. 21 es el número de salvas que son disparadas cuando muere un soldado, por eso la canción los invita a rendirse. Aunque el video muestre una pareja, no es una canción de amor, en realidad es una canción antiguerra.

## Sencillo
«21 Guns» se escuchó en las radios, posicionándose en el listado de FMBQ el 25 de mayo de 2009 "Modern rock radio". Incluía la canción original y otra versión hecha en el estudio 880, así como la canción «Favorite Son», previamente utilizada en el disco "Rock Against Bush Vol. 2".

## Lista de canciones
| Descarga Digital |                                         |          |  |
| N.º              | Título                                  | Duración |  |
| 1.               | «21 Guns»                               | 5:21     |  |
| 2.               | «Favorite Son»                          | 2:13     |  |
| 3.               | «21 Guns» (Verizon Studio 880 Sessions) | 5:17     |  |

| Sencillo en CD; Vinilo de 7 pulgadas |                |          |  |
| N.º                                  | Título         | Duración |  |
| 1.                                   | «21 Guns»      | 5:21     |  |
| 2.                                   | «Favorite Son» | 2:13     |  |

| Live EP |                              |          |  |
| N.º     | Título                       | Duración |  |
| 1.      | «21 Guns» (Live)             | 5:45     |  |
| 2.      | «Welcome To Paradise» (Live) | 3:45     |  |
| 3.      | «Brain Stew/Jaded» (Live)    | 5:33     |  |
| 4.      | «F.O.D.» (Live)              | 2:50     |  |

| CD Promocional |                        |          |  |
| N.º            | Título                 | Duración |  |
| 1.             | «21 Guns» (Radio Edit) | 4:39     |  |

- Musical cast version:

| Descarga Digital; CD Promocional |                                          |          |  |
| N.º                              | Título                                   | Duración |  |
| 1.                               | «21 Guns» (With The American Idiot Cast) | 4:41     |  |

| 21 Guns EP |                                          |          |  |
| N.º        | Título                                   | Duración |  |
| 1.         | «21 Guns» (With The American Idiot Cast) | 4:41     |  |
| 2.         | «21 Guns» (Original Version)             | 5:21     |  |
| 3.         | «21 Guns» (Live In Japan)                | 5:01     |  |

## Intérpretes
- Billie Joe Armstrong - voz, guitarra
- Mike Dirnt - bajo, coros
- Tré Cool - batería, percusión
- Jason White - guitarra, coros